# Obraz wirtualny
Obraz wirtualny – nieistniejący realnie obraz, a pomimo to percypowany.
Przykładem obrazów wirtualnych są obrazy na monitorach (telewizyjnych lub komputerowych) – widzimy je, ale nie możemy ich dotknąć. Nie istnieje oryginał takiego obrazu, lecz tylko zapis cyfrowy na nośniku, np. na nośniku elektronicznym – dysku twardym.
Obraz wirtualny może być uzyskany przy pomocy:
- programu graficznego
- fotografii cyfrowej
- skanowania

lub kombinacji tych 3 technik.
Każdy obraz wirtualny, który posiada autora, jest utworem.
Obraz, który został zapisany cyfrowo w postaci pliku graficznego, może być oglądany na ekranie komputera oraz można wydrukować go na drukarce. Tak otrzymany wydruk jest jednym z wielu identycznych egzemplarzy, toteż jest uznawany za reprodukcję. Natomiast wydruk, któremu autor nadał indywidualne cechy, jest traktowany jak odbitka graficzna. Jest uważany za oryginalny utwór, w związku z czym powinien być opisany jak odbitka grafiki warsztatowej – sygnowany, datowany, numerowany.